# 14.
◄ | 1. stoljeće pr. Kr. | 1. stoljeće | 2. stoljeće | ►
◄ | 10-ih pr. Kr. | 0-ih pr. Kr. | 0-ih | 10-ih | 20-ih | 30-ih | 40-ih | ►
◄◄ | ◄ | 11. | 12. | 13. | 14. | 15. | 16. | 17. | ► | ►►
Astronomija • Književnost • Kršćanstvo

## Događaji
- Tiberius Claudius Nero postaje rimski car (do 37.)
- Augusta proglašavaju Bogom u Consecratio Augusti
- Germanicus kreće u borbu protiv Germana

## Smrti
- 19. kolovoza: August, prvi Rimski car (* 63. pr. Kr.)
- Agrippa Postumus, unuk Augusta
- Vitruv, rimski arhitekt i pisac (* oko 55. pr. Kr.)
- Julija Starija, kći Augusta

## Vanjske poveznice
|  | Zajednički poslužitelj ima još gradiva o temi 14. |